# محمد الجندي (لاعب كرة قدم قطري)
محمد فتحي الجندي (مواليد 3 أكتوبر 1995) هو لاعب كرة قدم قطري يجيد اللعب كحارس مرمى يلعب حالياً مع نادي معيذر.
لعب في نادي أم صلال ونادي البدع ونادي المرخية ونادي معيذر.